# Magyarországi lengyel nyelvű sajtó

## Czerwona Gazeta
A vörösök lapja az 1919. márciusi bolsevista államcsíny után jelent meg néhány szám erejéig. A példányok az Országos Széchényi Könyvtárban találhatók.

## Głos Polonii
A Magyarországi Bem József Lengyel Kulturális Egyesület időszakos értesítője. Szerkesztője ks. dr. Królikowski György, felelős kiadó Naga Alicja, az egyesület elnöke.

## Polonia Węgierska
A magyarországi lengyelek képes havilapjaként, az Országos Lengyel Kisebbségi Önkormányzat gondozásában 1998 óta jelenik meg Budapesten. Felelős kiadója Dr. Csúcs Lászlóné. Főszerkesztője Desbordes-Korcsev Katarzyna, szerkesztői Iga Sikora Zeisky, Józsa Péter, Bodócs Mária, Suta Anna, Zeisky Dávid és Elżbieta Zielińska.

## Przegląd Węgierski
A Magyarországot népszerűsítő képes havilap a Lapkiadó Vállalat (később Pallas Lap- és Könyvkiadó) gondozásában jelent meg. Főszerkesztője dr. Ábrán László volt.

## Rocznik Polski – Kalendarz Polaka na Węgrzech
Az 1939-1945 között Magyarországon tartózkodó lengyel polgári és katonai menekültek kedvenc évkönyve. Eleinte kartonba bekötött kőnyomatosként, majd később nyomtatásban jelent meg. Tipikus évkönyv volt ételreceptekkel, történelmi és szépirodalmi cikkekkel, novellákkal, tanulmányokkal.

## Słowo
Az 1939-1945 között hazánkban tartózkodó mintegy 140 ezer lengyel katonai és polgári menekült hetilapja, megjelent 1944-1945 között Budapesten. Szerkesztette: Antoniewicz Zdzisław, a Lengyel Intézet titkára (igazgatóhelyettese).

## Tygodnik Polski na Węgierskiej Ziemii
Az első magyarországi lengyel nyelvű lap az 1867-es kiegyezés után, néhány szám erejéig jelent meg. Az Országos Széchényi Könyvtárban fellelhető néhány száma.

## Tygodnik Polski – Materiały Obozowe
A magyarországi lengyel polgári és katonai menekültek hetilapja, amely 1939. és 1944. március 19. között jelent meg Budapesten. Antoniewicz Zdzisłw poznańi újságíró, a budapesti Lengyel Intézet titkára, követségi attasé szerkesztette.

## Węgierski Tydzień
A „Magyar Hét” magyar nyelven soha meg nem jelent hetilap lengyel nyelvű változata. A hetvenes évek második felében, a Lapkiadó Vállalatnál jelent meg. Antoniewicz Roland, majd Jerzy Królikowski szerkesztette. Szerkesztői között volt Witold Wieromiej, a lengyel köztelevízió, a Telewizja Polska nyugalmazott tudósítója, dr.Ábrán László, Alicja Nagy, Roman Kupczak és Anna Nowotny is. A lapnak volt szlovák-cseh, orosz, majd később román változata is.

## Wieści Polskie
A Wieści Polskie az 1939-1945 között Magyarországon tartózkodó 140 ezer lengyel katonai és polgári menekült napilapja volt. Budapesten jelent meg, első főszerkesztője Józef Winiewicz későbbi pártállami lengyel külügyminiszterhelyettes, majd Zbigniew Kościuszko volt. A munkatársak között volt Antoniewicz Zdzisław poznańi újságíró is, a Lengyel Intézet követségi titkára (igazgatóhelyettese). 1939 és 1944. március 19. között jelent meg.